# Andreas Engqvist
Andreas Engqvist, född 23 december 1987, är en svensk före detta ishockeyspelare.
Engqvist, vars moderklubb är Spånga IS Hockey, spelade mellan 2010 och 2012 i Montreal Canadiens. Engqvist spelade tre landskamper med Tre Kronor. Han spelade till vardags center i Djurgårdens IF och sedan han kom till klubben säsongen 2005/2006 gjorde han det med stor framgång. Han var en komplett center med ett fruktat handledsskott. Han tillhörde även kategorin intelligenta spelare, som tänkte steget före. Dessa två saker kombinerat med hans skridskoåkning gjorde att han sågs som ett alternativ för de allra högsta ligorna. Engqvist skadade handleden under säsongen 2008/2009 och blev borta en längre tid.
Under sommaren 2009 skrev Engqvist ett treårskontrakt med Montreal Canadiens i NHL, men lånades direkt ut till Djurgårdens IF på ett år.
Andreas Engqvist kallades upp till Montreal Canadiens under flera tillfällen och spelade flera matcher för farmarlaget Hamilton Bulldogs i AHL mellan 2010 och 2012.
Inför säsongen 2012–2013 skrev han på för den ryska klubben Atlant Mytisjtji. Andreas Engqvist var även i KHL-klubben Salavat Julajev Ufa men tillhörde sedan 2017 Djurgårdens IF.

## Meriter
- SM-silver 2010
- VM-brons 2010